# Pusztakamarási református templom
A pusztakamarási református templom műemlékké nyilvánított templom Romániában, Kolozs megyében. A romániai műemlékek jegyzékében a CJ-II-m-B-07545 sorszámon szerepel.

## Források

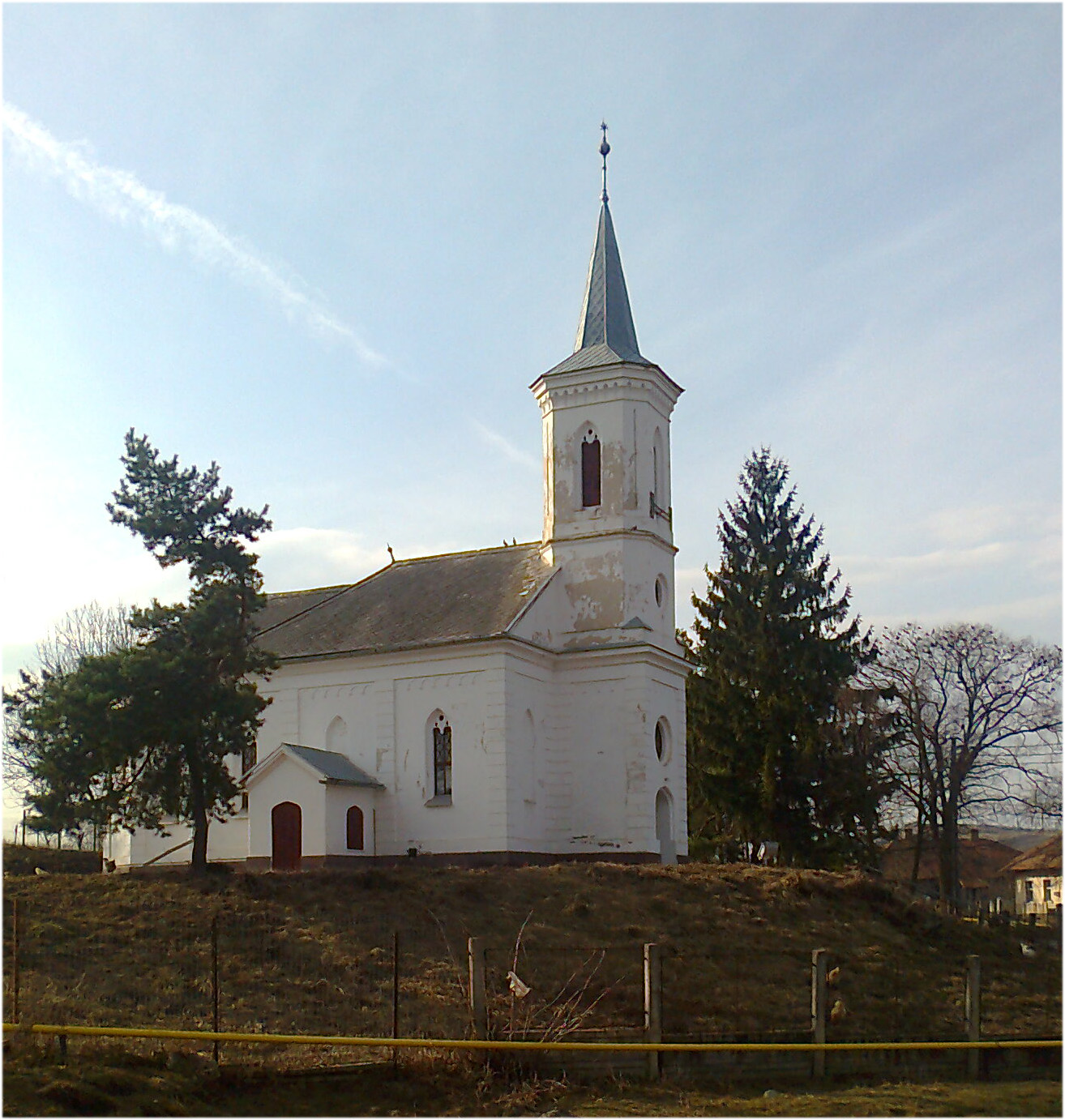
A templom 2017-ben